# Federální soudnictví Spojených států amerických
Federální soudnictví Spojených států amerických je jednou ze tří větví federální vlády Spojených států, organizovanou podle Ústavy Spojených států a zákonů federální vlády. Článek III Ústavy požaduje vytvoření Nejvyššího soudu a umožňuje Kongresu vytvoření dalších federálních soudů a vymezení jejich jurisdikce. Federální soudci podle Článku III jsou jmenováni prezidentem Spojených států se souhlasem Senátu a jejich jmenování je doživotní, neboli ve své pozici zůstávají, pokud dobrovolně nerezignují, nejsou odsouzeni či neodejdou dobrovolně na odpočinek.

## Soudy
Všechny federální soudy jsou snadno identifikovatelné označením slovy „Spojených států“, angl. „United States“ (zkr. „U.S.“) v oficiálních názvech; žádné soudy jednotlivých států nesmi toto označení ve svém názvu použít.
Federální soudy se obecně dělí na procesní soudy, které projednávají případy v první instanci, a odvolací soudy, které přezkoumávají specifická napadnutá rozhodnutí nižších soudů.

### Obvodní soudy
Obvodní soudy Spojených států (United States district courts), (jeden v každém z 94 federálních soudních obvodů a tři teritoriální soudy), jsou obecné procesní soudy, ačkoli v jistých případech převedl Kongres původní jurisdikci na specializované soudy, jako jsou Soud pro mezinárodní obchod (Court of International Trade), Soud pro dohled nad zahraničními výzvědnými službami (Foreign Intelligence Surveillance Court), Soud pro odstraňování cizích teroristů (Alien Terrorist Removal Court), nebo soudy podle Článku I a Článku IV. Obvodní soudy pak obvykle mají jurisdikci jako odvolací soudy k přezkumu rozhodnutí těchto soudů (pokud odvolání nejsou podána k Odvolacímu soudu pro federální okruh).

### Odvolací soudy
Odvolací soudy Spojených států (United States courts of appeals), neboli okruhové soudy, jsou prostředním článkem systému federálních odvolacích soudů. Jejich role v odvolacím procesu je mandatorní, neboli jsou povinny se zabývat všemi odvoláními, které přijdou od nižších soudů. V některých případech však Kongres převedl odvolací jurisdikci na specializované soudy, jako třeba v případě Odvolacího soudu pro dohled nad zahraničními výzvědnými službami (Foreign Intelligence Surveillance Court of Review). Federální odvolací soudy zasedají permanentně ve 13 odvolacích okruzích (11 regionálních okruhů, D.C. okruh a federální okruh). Je nutné poznamenat, že existuje několik dalších federálních soudů, které mají ve svém názvu „odvolací soud“, ale ty nejsou považovány za soudy dle Článku III a nezasedají v odvolacích okruzích.

### Nejvyšší soud
Nejvyšší soud Spojených států (Supreme Court of the United States) je soudem poslední instance. Obvykle řeší odvolání z odvolacích soudů (někdy i ze soudů jednotlivých států), ale jeho role je diskreční – Nejvyšší soud není povinen se odvoláním zabývat, může si vybrat, o kterých odvoláních rozhodne. Neexistuje tedy právo na odvolání až k Nejvyššímu soudu. V určitých situacích (například při sporech mezi vládami jednotlivých států, nebo mezi státy a federální vládou) je však Nejvyšší soud soudem s přímou jurisdikcí.

### Jiné soudy
Kromě těchto federálních soudů, nazývaných obecně jako soudy podle Článku III Ústavy Spojených států, existují ještě jiné soudní instituce, nazývané soudy podle Článku I či podle Článku IV, z nichž pochází jejich autorita.
Existuje řada soudů podle Článku I s odvolací jurisdikcí pro specifické záležitosti, včetně Odvolacího soudu pro záležitosti veteránů (Court of Appeals for Veterans Claims) a Odvolacího soudu pro ozbrojené síly (Court of Appeals for the Armed Forces), stejně jako soudy podle Článku I s odvolací jurisdikcí pro specifická geografická území, jako Odvolací soud Kolumbijského distriktu (District of Columbia Court of Appeals). Soudy podle Článku I s původní jurisdikcí pro specifické záležitosti zahrnují insolvenční soudy (bankruptcy courts, pro každý obvodní soud), imigrační soudy, Soud pro federální nároky (Court of Federal Claims) a Daňový soud (United States Tax Court).
Soudy pocle Článku IV zahrnují Vysoký soud pro Americkou Samou (High Court of American Samoa) a teritoriální soudy (United States territorial courts) jako například Obvodní soudy pro Severní Mariany (District Court for the Northern Mariana Islands), Obvodní soud pro Guam (District Court of Guam) a Obvodní soud pro Panenské ostrovy (District Court of the Virgin Islands).

## Soudci
Federální soudci, stejně jako soudci Nejvyššího soudu, jsou jmenováni prezidentem se souhlasem Senátu na doživotí, tj., ve své pozici zůstávají, pokud dobrovolně nerezignují, nejsou odsouzeni či neodejdou dobrovolně na odpočinek.
V dubnu 2013 bylo zhruba 10 % pozic federálních soudců neobsazených (85 z 856 pozic, a čtyři pozice na prestižním Odvolacím soudu pro okruh D.C.).  Tento vysoký podíl neobsazených pozic byl přičítán politikaření, zejména senátnímu obstrukčnímu řečnění (tzv. filibusteringu) při schvalovací proceduře kandidátů. Při schvalování kandidátů je obvykle v Senátu respektována tradice senátorské zdvořilosti, neboli kandidatury jsou projednávány pouze se souhlasem senátorů z domovského státu. V květnu 2013 publikoval Congressional Research Service studii, analyzující neobsazenost pozic a schvalovací proces.
Podle Článku I federální Ústavy může Kongres ustanovit i jiné soudní instituce, obvykle velmi specializované, v rámci výkonné větve federální vlády, určené k podpoře prezidenta při výkonu jeho pravomocí. Soudci jsou do takovýchto pozic obvykle jmenováni na dobu určitou, stejně jako magistrátní soudci (magistrate judges), kteří asistují soudcům, jmenovaným dle Článku III. Soudci, jmenovaní do pozic ve specializovaných agenturách výkonné větve vlády dle Článku I, jsou nazýváni soudci administrativního práva (administrative law judges, ALJs) a jsou obecně považováni spíše za součást výkonné větve vlády, i když mají jisté kvazi-soudní pravomoci. Až na výjimky, tito soudci nemohou vydávat konečná rozhodnutí v záležitostech života, svobody a majetkových práv, ale mohou vydávat předběžná rozhodnutí pro soudce, jmenované dle Článku III.